# Antònia Serra Soler "Mussola"
Antònia Serra Soler "Mussola" (Sa Pobla, 1945) és pagesa i cantadora.
De formació autodidacta, des de petita va sentir cantar a ca seva i així entrà dins el món de la música popular. Canta i escriu tonades de les seves arrels i la seva experiència vital. Sa Pobla, Sa Marjal i la seva família són els eixos de la seva vida personal i de la seva obra. A part de continuar component i cantant, amb els membres de l'Escola de sa Ximbomba, ensenya als més petits aquesta part tan important del patrimoni pobler. L'any 2010 fou escollida com la ´clamatera´ de Sa Pobla en les festes populars.
El 2014, l'Ajuntament de sa Pobla, juntament amb els estudis Tonite, van publicar un disc amb un recull de les seves cançons. L'àlbum es titula «Vaig néixer a sa Pobla» i se'n va fer la presentació durant les festes de Sant Antoni.